# Kanton Valensole
Kanton Valensole (fr. Canton de Valensole) je francouzský kanton v departementu Alpes-de-Haute-Provence v regionu Provence-Alpes-Côte d'Azur. Tvoří ho čtyři obce.

## Obce kantonu
- Brunet
- Gréoux-les-Bains
- Saint-Martin-de-Brômes
- Valensole